# Lac la Blanche
Lac la Blanche är en sjö i Kanada.   Den ligger i regionen Outaouais och provinsen Québec, i den sydöstra delen av landet, 50 km nordost om huvudstaden Ottawa. Lac la Blanche ligger 176 meter över havet. Arean är 6,9 kvadratkilometer. Den sträcker sig 3,1 kilometer i nord-sydlig riktning, och 4,1 kilometer i öst-västlig riktning.
I omgivningarna runt Lac la Blanche växer i huvudsak lövfällande lövskog. Runt Lac la Blanche är det mycket glesbefolkat, med 6 invånare per kvadratkilometer.